# 31 Sagittarii
31 Sagittarii är en vit stjärna i huvudserien i stjärnbilden Skytten.
31 Sagittarii har visuell magnitud +6,58 och kräver fältkikare för att kunna observeras. Den befinner sig på ett avstånd av ungefär 280 ljusår.